# Hauptschule Upninkai
Die Hauptschule Upninkai (lit. Upninkų pagrindinė mokykla) war eine allgemeinbildende Schule (Hauptschule, 10 Klassen) mit Vorschulerziehung im litauischen Dorf Upninkai der Rajongemeinde Jonava im Bezirk Kaunas der mitellitauischen Region Aukštaitija.

## Geschichte

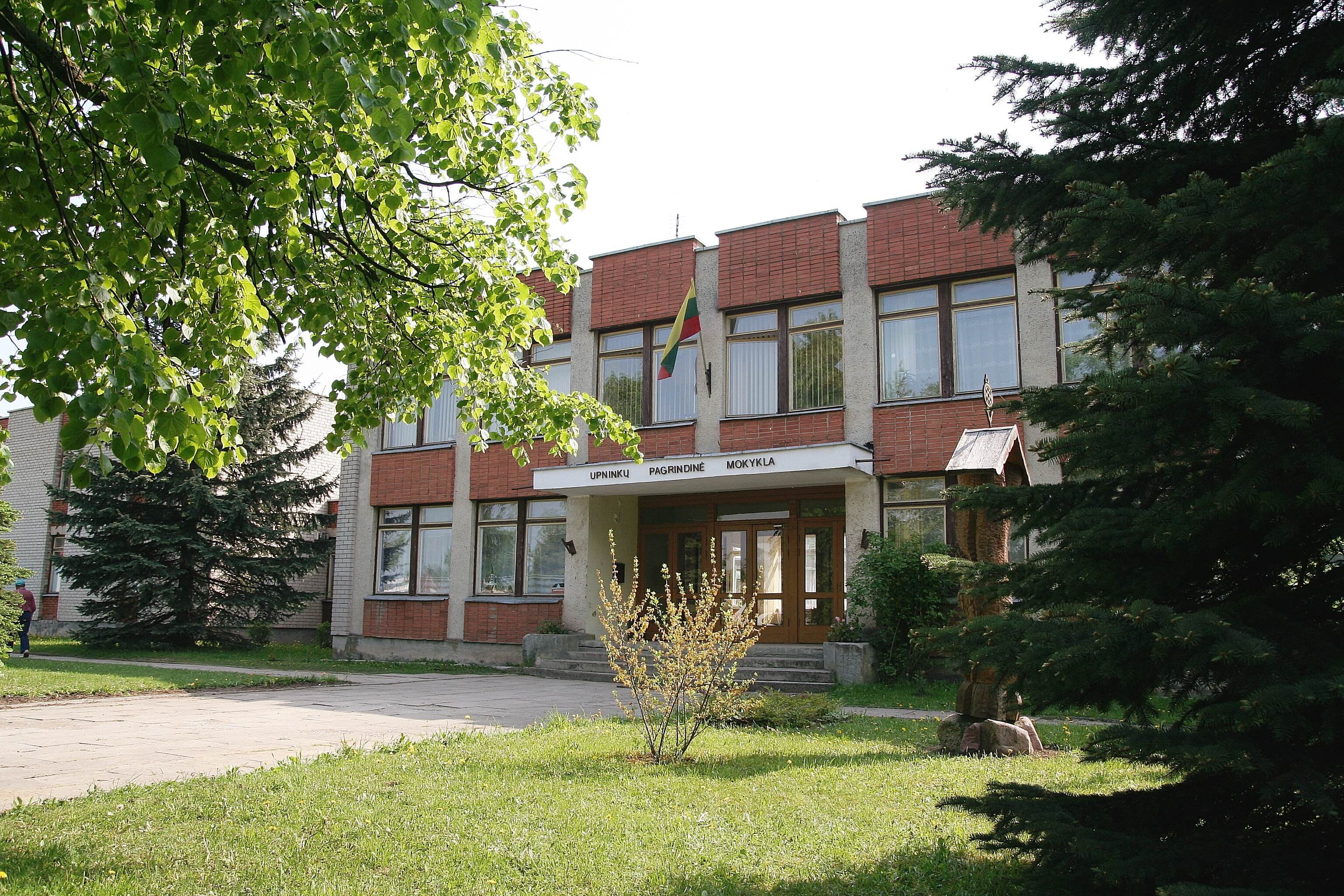
Hof

Die erste Schule in Upninkai, die seit dem 18. Jahrhundert aktiv war, war eine Pfarrgemeindeschule. Ein Organist unterrichtete die Kinder im Lesen und Schreiben. Die Zahl der Schüler reichte von 3 bis 19. Die Unterrichtssprache war Polnisch. Die Schule war von November bis März geöffnet.
Die Grundschule Upninkai wurde im Jahr 1900 mit 37 Schülern im damaligen zaristischen Russland eröffnet. Die Schule bestand aus vier Stufen. Im Juli 1944, als sich die Front des Zweiten Weltkriegs zurückzog, wurde die Schule niedergebrannt.
Da es im Dorf Upnininkai keine geeigneten Räumlichkeiten gab, wurde die Schule im Dorf Aukštakaimis im Haus von Tomas Morkūnas untergebracht. 1949 wurde die Schule in das Dorf Gudoniai in das Haus von Pranas Slepeika verlegt (beide wurden später nach Sibirien verbannt). Von 1949 bis 1950 wurde ein Progymnasium im damaligen Sowjetlitauen eröffnet. Die meisten Schüler besuchten vier Klassen. Es gab mehr als 30 Fünftklässler.
Im Jahr 1964, als sich die Siedlung Upninkai zu entwickeln begann, wurde ein neues Schulgebäude gebaut und eine achtjährige Schule eingerichtet. Neben der Schule wurde ein Schülerheim gebaut, in dem etwa 20 Schüler wohnten. Zu dieser Zeit war Jonas Ertmanas der Schulleiter.
Ab 1987 gab es in Upninkai eine Sekundarschule mit Abitur. Stanislavas Bernikas war der Leiter der Schule. Von 1988 bis 1989 lernten 268 Schüler. 1990 machte der erste Absolventenjahrgang der Abiturienten seinen Abschluss.
Am 1. September 2001 wurde die Sekundarschule in eine Hauptschule umgewandelt. 2002 wurde ein Museum über die Geschichte der Schule eröffnet. 2012 wurde die Schule renoviert. 2013 erweiterte man die Schule um die Kinderkrippe und den Upninkai-Kindergarten. 2015 lehrte man neben den Fremdsprachen Englisch und Russisch auch Wirtschaftskunde sowie Sicherheit des Menschen, es gab eine Ganztagsschule.
Im Jahr 2019 wurde sie mit der Lietavos-Hauptschule Jonava zusammengelegt und als juristische Person aufgelöst. Derzeit gibt es die Abteilung Upninkai dieser Schule. In der Abteilung lernen etwa 60 Schüler und 19 Kinder in der Vorschulbildung (Stand: 2025). Die Zweigstelle Upninkai arbeitet aktiv mit dem Kulturzentrum Upninkai, der Dorfbibliothek Upninkai, der Verwaltung von Amtsbezirk Upninkai und der örtlichen Gemeinde zusammen.

## Absolventen
- 1981: Laimutis Alechnavičius (* 1966),  Jurist, Richter am Obersten Verwaltungsgericht Litauens